# Martin Hugo Löb
Martin Hugo Löb (alemany: Martin Löb)  (Berlín, 31 de març de 1921 - Annen, 21 d'agost de 2006) va ser un matemàtic  alemany. Es va instal·lar en el Regne Unit abans de la Segona Guerra Mundial i es va especialitzar en lògica matemàtica. Es va traslladar als Països Baixos en la dècada de 1970, on va romandre fins a la jubilació. És conegut per haver formulat el teorema de Lob el 1955.

## Primers anys i educació
Löb va créixer en Berlín, però es va escapar de l'alemanya nazi, arribant al Regne Unit just abans de l'esclat de la Segona Guerra Mundial. Com a enemic estranger, va ser deportat a un camp de concentració a Nova Gal·les del Sud d'Austràlia el 1940, allí amb 19 anys va aprendre matemàtiques de la resta internats. El seu mestre, Felix Behrend, va ser més tard professor a la Universitat de Melbourne
Lob se li va permetre tornar al Regne Unit el 1943, i va estudiar a la Universitat de Londres després de la guerra. Després de graduar-se, es va convertir en un estudiant de recerca amb en Reuben Goodstein a la Universitat de Leicester. Va completar la seva tesi doctoral, i es va convertir en professor ajudant a la Universitat de Leeds el 1951, on va romandre durant 20 anys, esdevenint un professor lector i després un professor. Va desenvolupar el grup de Leeds de lògica matemàtica, que és un dels centres líders en el Regne Unit. Lob va fer una investigació sobre la teoria de la prova, lògica modal i teoria de la computabilitat. Va formular el Teorema de Lob el 1955, com una versió oficial de la Paradoxa de Löb, les declaracions que han de provar la seva pròpia demostrabilitat ha de ser certes (similar a la Teorema d'incompletesa de Gödel).
La dona de Löb, Caroline, era holandesa. Van tenir dues filles. Lob es va traslladar a i va convertir-se en professor de la Països Baixos d'Amsterdam en la dècada de 1970. Va romandre a la Universitat d'Amsterdam fins que es va jubilar. Llavors es van traslladar al nord dels Països Baixos, on més tard va morir.